# Cyrtandra agrihanensis
Cyrtandra agrihanensis är en tvåhjärtbladig växtart som beskrevs av T. Ohba. Cyrtandra agrihanensis ingår i släktet Cyrtandra och familjen Gesneriaceae. Inga underarter finns listade i Catalogue of Life.